# Gudvangen
Gudvangen est un village de la kommune d'Aurland, en Norvège. Situé au bout du Nærøyfjord, il constitue un point de passage touristique important.

## Tourisme
Le village, qui abrite deux campings, est également réputé pour son village viking reconstitué : Njardarheimr (Viking Valley), où de nombreuses maisons ont été reconstruites et vivent grâce aux passionnés déguisés qui y passent la journée pour guider les visiteurs.
Aussi, Gudvangen est le point de départ de croisières en direction de Flåm. Celles-ci font découvrir une partie du Nærøyfjord, inscrit au Patrimoine mondial de l'UNESCO.
Les passionnés de chutes d'eau peuvent y admirer Kjelfossen, qui fait partie des 20 plus hautes chutes d'eau au monde. Si le plus grand saut fait 149 m, c'est sur 755 m que s'étend la cascade.

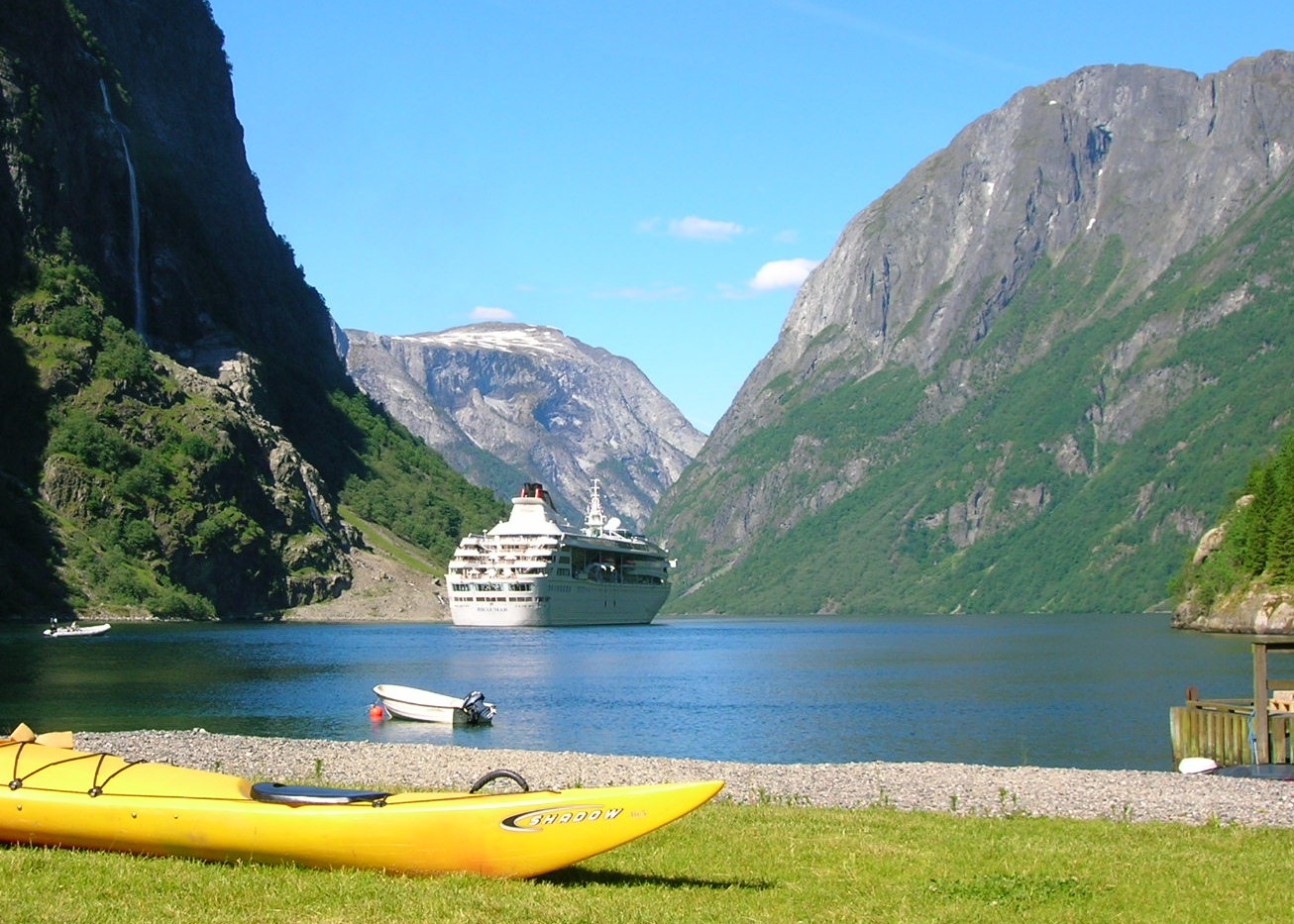
Navire de croisière à Gudvangen.